# Železniška postaja Kresnice
Železniška postaja Kresnice je ena izmed železniških postaj v Sloveniji, ki oskrbuje bližnje naselje Kresnice.